# Маршалл, Бенджамин
Бе́нджамин Ма́ршалл (англ. Benjamin Marshall; 8 ноября 1768, Сигрейв, Лестершир, Восточный Мидленд, Англия, Великобритания — 24 июля 1835, Лондон, там же) — британский художник-анималист и портретист, последователь творческой манеры Джорджа Стаббса.

## Биография
Был пятым из семерых детей Чарльза и Элизабет Маршалл. О ранних годах жизни и полученном образовании сведений не сохранилось. В 1789 году женился на уроженке Рэтби Мэри Сондерс (англ. Mary Saunders); впоследствии сам стал отцом семерых детей — троих дочерей и четырёх сыновей (двое из сыновей умерли в младенчестве).
В 1791 году, оставив карьеру школьного преподавателя, переехал в Лондон, где непродолжительное время учился портретной живописи в мастерской Лемюэля Фрэнсиса Эбботта.
В 1793 году, под впечатлением от картины Сори Гилпина «Смерть лисы» (англ. Death of a Fox), увиденной им в Королевской академии художеств, решил стать художником-анималистом. Между 1796 и 1832 годами опубликовал около шестидесяти графических произведений в журнале The Sporting Magazine. С 1800 по 1819 год регулярно выставлял в Академии свои работы — главным образом изображения чистокровных лошадей и портреты их владельцев.
Был близко знаком с самым тучным человеком начала XIX века — бывшим тюремным смотрителем, знатоком спортивных животных Дэниелом Ламбертом; около 1806 года написал его портрет (ныне — экспонат лестерского городского музея Ньюарк-хаузес).
В 1812—1825 годах жил в Ньюмаркете рядом с городским ипподромом, изучая анатомию и повадки спортивных лошадей. В 1819 году в результате несчастного случая на скаковом поле получил серьёзные травмы, поставившие под угрозу его карьеру художника, но быстро поправился и уже в следующем году открыл собственную художественную студию; среди наиболее известных его учеников — выдающийся английский анималист и баталист Абрахам Купер. С 1821 года выступал в The Sporting Magazine с репортажами и обзорными статьями о конно-спортивных состязаниях (подписывался псевдонимом «Observator» — «Наблюдатель»). Последние десять лет прожил в лондонском районе Бетнал-Грин.

Избранные работы
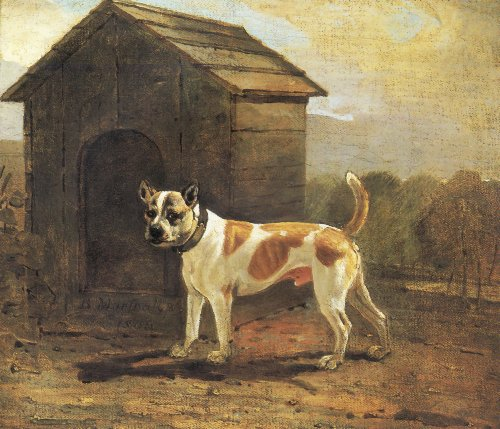
Дастмен, знаменитый бультерьер (англ. Dustman). 1804
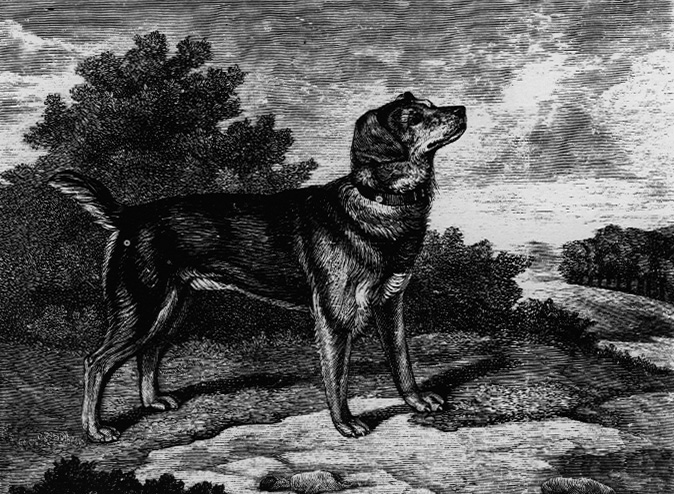
Староанглийский чёрно-рыжий терьер (англ. Black and Tan Terrier). 1806
Дж. Г. Шэддик, знаменитый охотник (англ. J. G. Shaddick, the Celebrated Sportsman). 1806
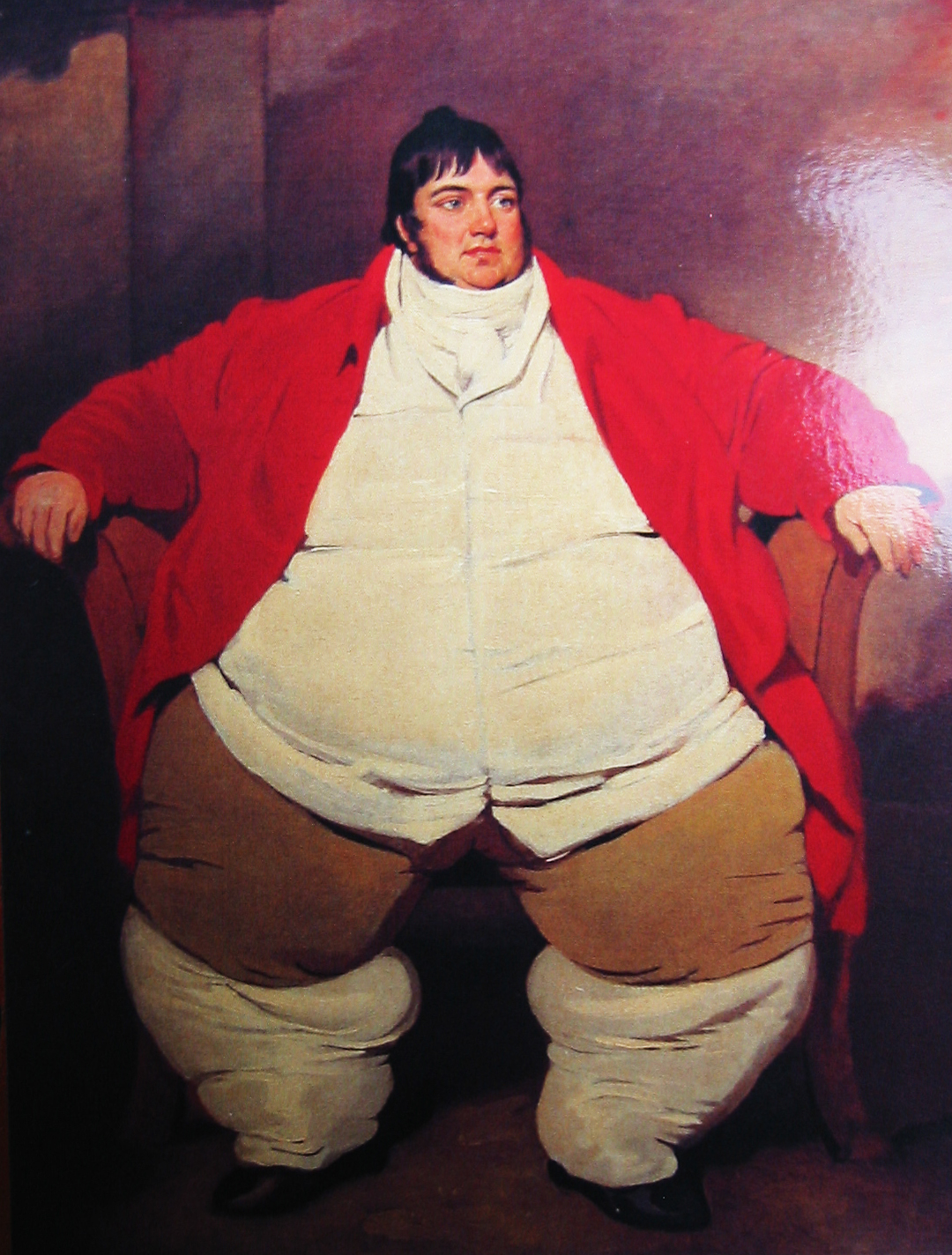
Дэниел Ламберт (англ. Daniel Lambert). 1806 или 1807